# Минзаць
Минзаць, Минзаці (рум. Mânzați) — село у повіті Васлуй в Румунії. Входить до складу комуни Ібенешть.
Село розташоване на відстані 251 км на північний схід від Бухареста, 24 км на південний захід від Васлуя, 79 км на південь від Ясс, 118 км на північ від Галаца.

## Населення
За даними перепису населення 2002 року у селі проживали 706 осіб, усі — румуни. Усі жителі села рідною мовою назвали румунську.